# Eugene Tzigane

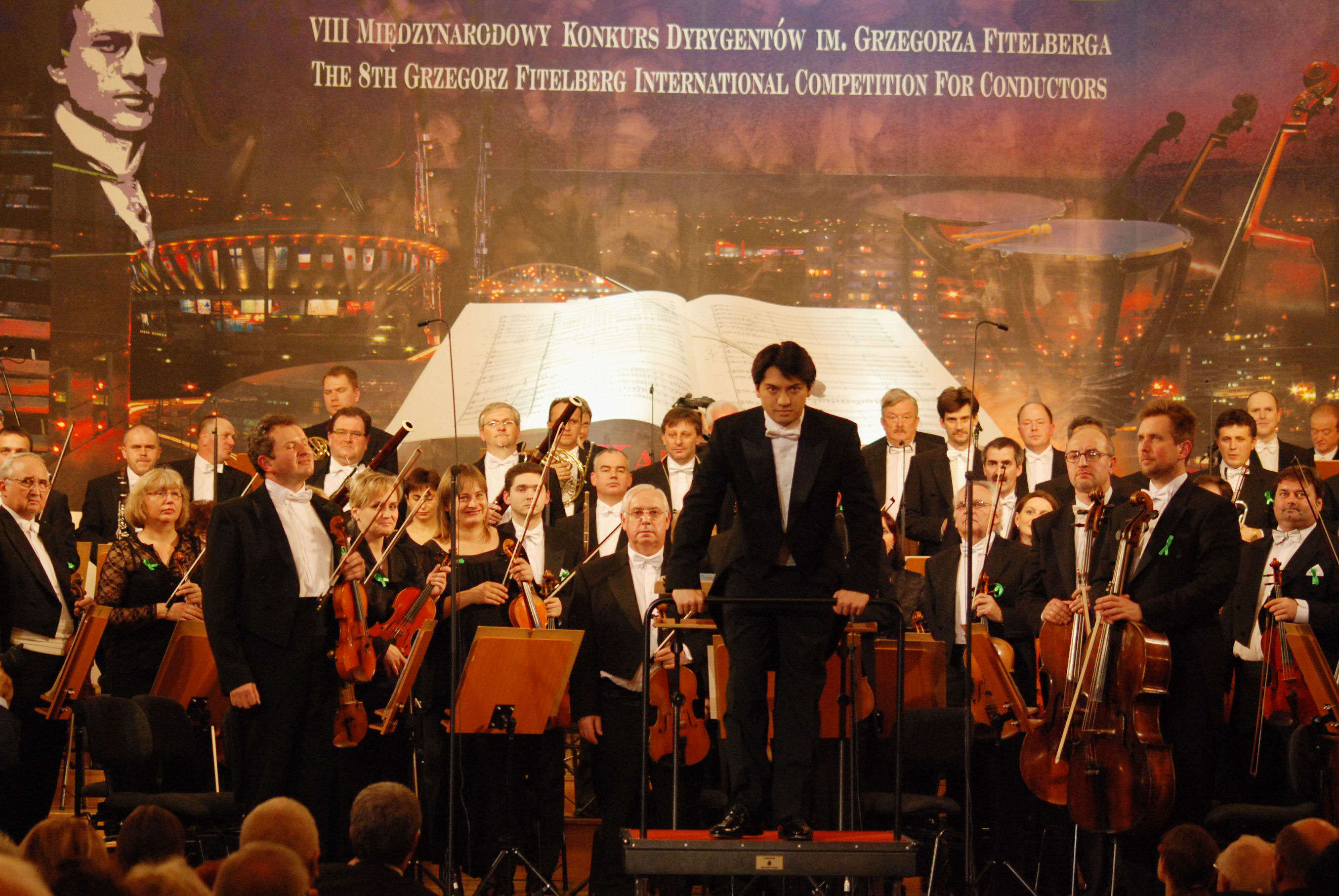

Eugene Tzigane (* 17. Dezember 1981 in Tokio) ist ein US-amerikanischer Dirigent. Er war von 2010 bis 2014 Chefdirigent der Nordwestdeutschen Philharmonie in der ostwestfälischen Stadt Herford in Deutschland.

## Leben
Tzigane wurde in Tokio als Sohn einer japanischen Mutter und eines amerikanischen Vaters geboren, studierte bei James DePriest an der Juilliard School und schloss sein Studium 2007 mit einem Master of Music in Orchesterleitung ab. Später studierte er bei Jorma Panula am Royal College of Music in Stockholm.
Tziganes erstes Gastdirigat bei der Nordwestdeutschen Philharmonie fand im Oktober 2009 statt. Im Dezember desselben Jahres wurde er vom Orchester einstimmig zum Chefdirigenten ernannt. Sein Vertrag war auf vier Jahre begrenzt. Tzigane war bis 2011 Erster Gastdirigent des Philharmonischen Pomerian Orchestra (Filharmonia Pomorska) in Bydgoszcz, Polen.

## Auszeichnungen
Zu seinen Auszeichnungen gehören der Grand Prix beim „International Fitelberg“-Wettbewerb 2007 in Katowice, Polen und der zweite Platz bei den beiden „Sir Georg Solti“-Wettbewerben in Frankfurt am Main und dem internationalen Lovro von Matačić Wettbewerb in Zagreb, Kroatien.